# Dajákové

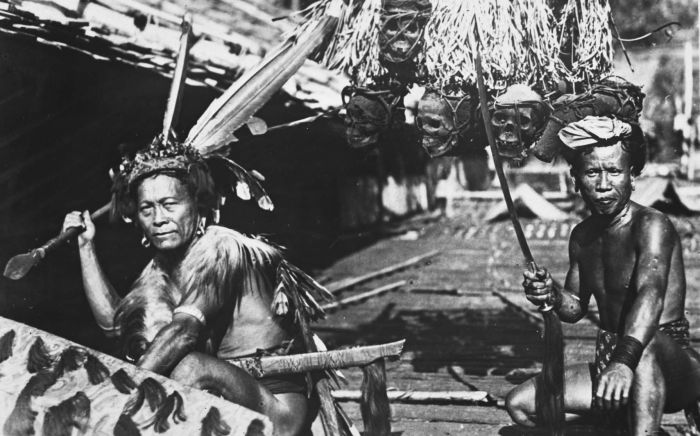
Dajákové byli ještě na začátku 20. století obávanými lovci lebek

Dajákové byli lovci a sběrači, ale nyní jsou usedlí zemědělci. Žijí na Borneu, je jich několik desítek kmenů, které se od sebe v mnohém liší ať jazykem nebo zvyky a uměním. Označení Dajákové je vesměs evropský termín a jsou jimi označování lidé žijící ve vnitrozemí Bornea. Přesný počet se neví a tak se odhaduje něco přes 2 milióny. Kmeny mají společné zemědělství, pěstování rýže, rybolov a chov dobytka.

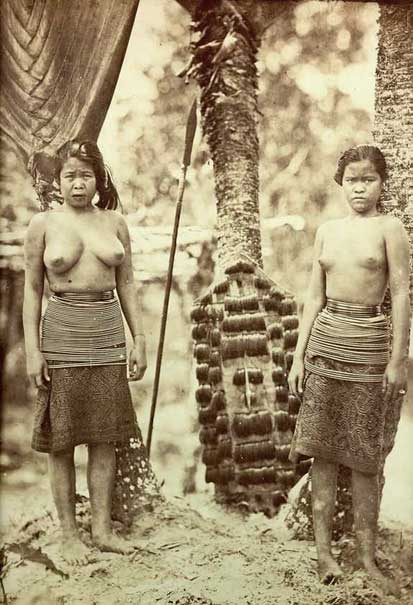
Kristen Feilberg: Dívky kmene Dajáků, Borneo, cca 1860

## Historie
Moc se o jejich historii neví, protože není žádný pramen, ale pocházejí z Asie a byli lovci lebek. Pak ale přišli křesťané a pomalu jejich náboženství a lebkolovectví vymýtili. V 19. století si některé kmeny tzv. mořských Dajáků podmanil britský dobrodruh James Brooke. Roku 2001 během krvavého konfliktu na Borneu mezi Dajáky a přistěhovalci z ostrova Madura domorodí Dajákové prokazatelně zabíjeli Madurijce a uřezávali jim hlavy.

## Způsob obživy
Dajáci žijí v hustém pralese blízko vody, která je pro ně nesmírně důležitá. V řece se koupou dvakrát denně, dává jim pitnou i užitkovou vodu a v neposlední řadě slouží jako odpadní stoka. Každá rodina vlastní své pole, kde nejčastěji pěstují rýži, která je každodenním jídlem. Pole vznikají vypálením lesa a používají se pouze na jeden rok, pak se musí vypálit nové. Další a častý způsob obživy je lov ryb. Požívají se vařené nebo sušené. Občas si jídlo zpestří masem z divokého prasete, které se hlavně nabízí hostům. Přílohy k rýži bývají různé druhy zeleniny nebo k tomu pojídají ovoce. Nejběžnější jsou banány nebo kokosové ořechy.

## Bydlení

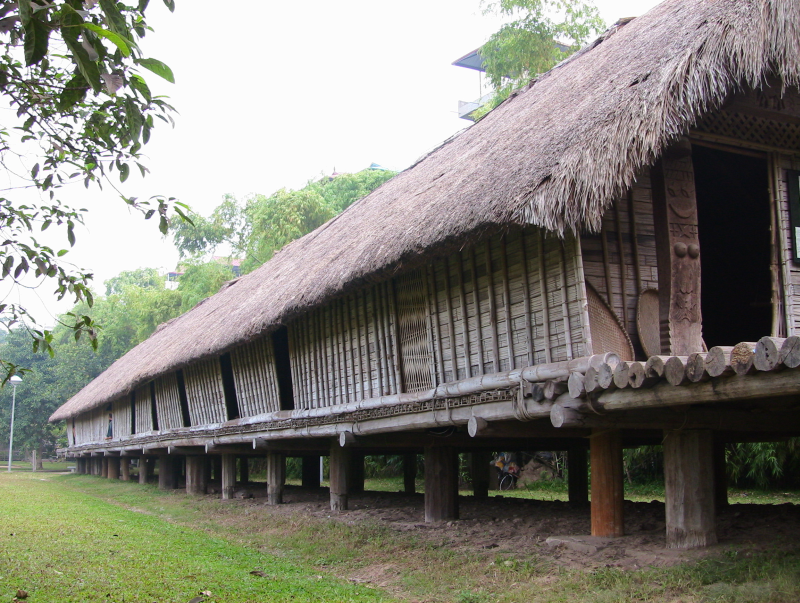
Dlouhý dům

Klasickým obydlím je „dlouhý dům“, kde bydlí celé vesnice a rodiny. Dům dosahuje délky i několika stovek metrů a výšky několika desítek metrů. Kvůli povodním se domy staví na vysokých kůlech a všechna nečistota padá dolů, kde jsou prasata nebo drůbež. Základní konstrukce je velmi tvrdé dřevo zvané „belian“. Toto dřevo vydrží i několik století, ale kvůli těžbě už ubývá. Dlouhý dům má vždy společnou verandu kde vesničané tráví večery. Střecha je většinou 5 metrů široká. Po celé délce domu stojí stěna, která odděluje společnou část domu od soukromé. Kuchyně je hned v prvním bytě a kouř stoupá otvorem ve střeše. Záchod bývá většinou jenom vynechané prkno v podlaze. Domy jsou částečně obklopeny džunglí a tak jsou velmi špatně vidět. Odívají se do látek podobnému tvaru jako je tričko nebo košile, ženy občas nemají zahalená prsa.  

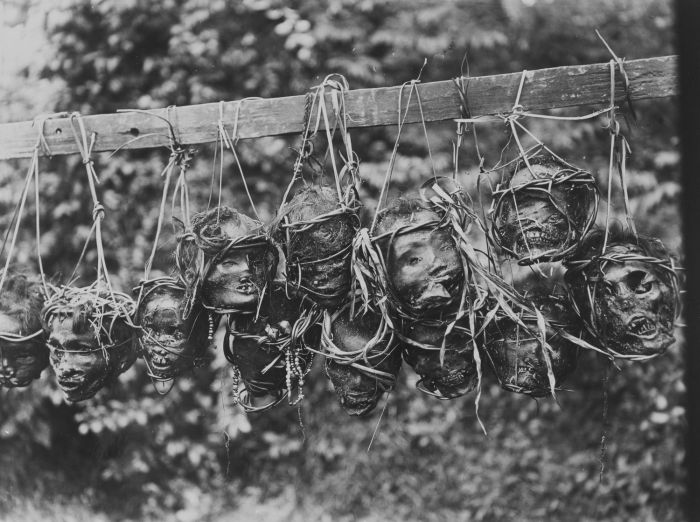
Vstupní dveře u Dajáků

## Tradice
Celý společenský život se odehrává právě v dlouhém domu. Uprostřed bydlí náčelník, který spravuje celý chod domácnosti. Když někdo přijde, tak musí napřed za náčelníkem, aby ho pozdravil, jinak se to považuje za velmi neslušné, pokud se za ním hned nepřijde. Kmeny žijí daleko od sebe a tak se žení a vdávají většinou lidé z vesnice, než že by navštěvovali jiné. U Dajáků je postavení velmi důležitá věc, s tím souvisí i respekt vyjadřovaný různým osobám. Monogamie je obvyklá, ale mnohoženství není výjimkou. Rodiny si přesně pamatují, kdo se ke komu přiženil nebo kdo kam odešel. 

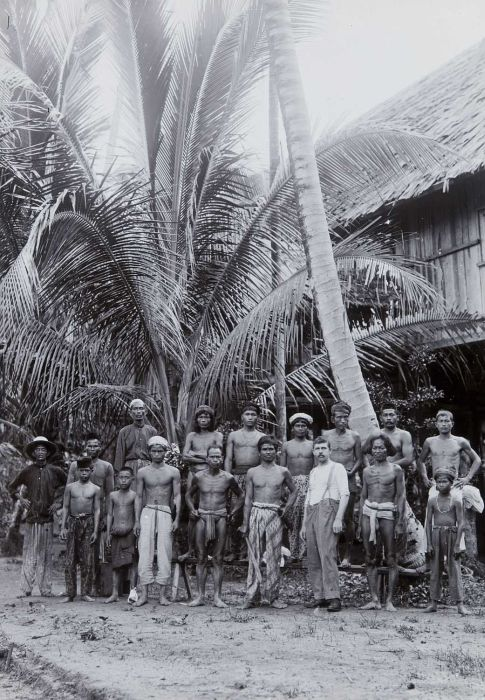
Rodina u domu

## Náboženství

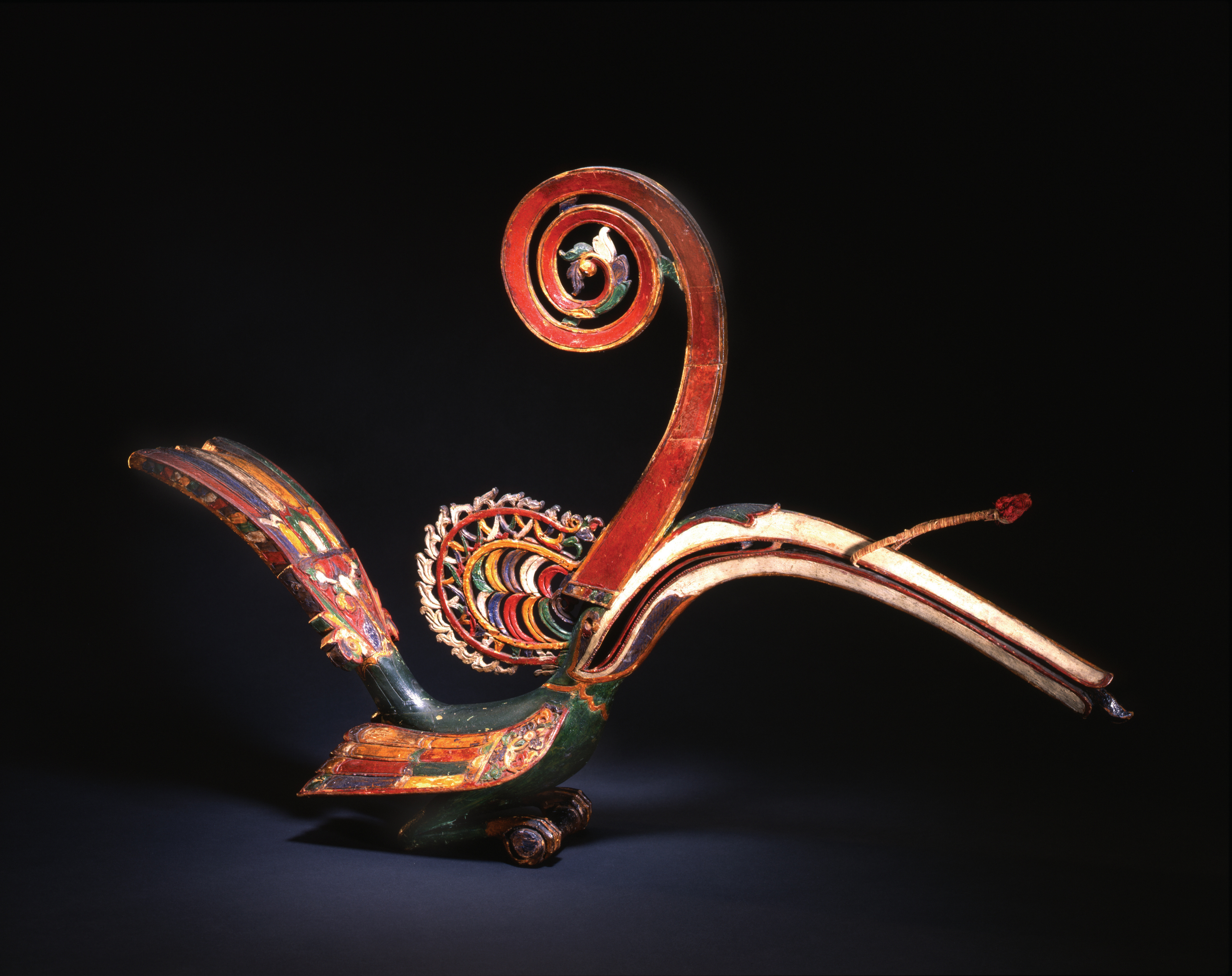
Dajacká soška zoborožce, 19. století.

U Dajáků je nejčastější animismus nebo uctívání předků, někdy smísené s hinduismem do synkretického kultu zvaného kaharingan. Před svoje domy dávají dřevěné sochy zvířat nebo lidí, podle toho se pozná i daný kmen. Předků se ptají skoro na cokoliv, jestli to mohou či nemohou udělat. Sochy jsou velmi důležité pro daný kmen, při jejich výrobě se postí i dělají různé rituály. Je to pro ně posvátné a má to velký význam. Při obřadech používají různé druhy bubnů gongů a vciťují se do nástroje. V dnešní době je časté křesťanství, ale od starých tradic se moc neupustilo, takže obětování krokodýlů stále můžeme vidět.

## Tetování
Tradic mají spoustu, mimo jiné zmiňme např. tradici tetování. Tetovali se jak muži, tak i ženy. U žen tetovaní označuje dospělost ženy a jaké práce nebo činnosti dovede. Také je znamením krásy.  Začínalo se tetovat okolo 12 let. Tetovaly se většinou geometrické tvary nebo jenom proužky. U mužů se tetovala znamení a zvířata, která měla různý význam. Například čtverec na zadní straně krku znamenal zbabělost, nebo že daný muž utekl z boje. Tetování u mužů mělo hlavně význam odlišení od ostatních kmenů a v boji. Tetování také vypovídalo o společenském postavení a uznání. Tetování bylo důležité na rituální úrovni a pro komunikaci s předky. Tetovalo se tak, že ornament se nalepil na tělo a pak pomocí jehel a klacíku se vyťukával pod kůži. Jeden vzorek trvalo vytetovat měsíc či déle, a pokud někdo v rodině umřel, muselo se přestat asi na rok. V dnešní době tetování už u mladých lidí není populární, protože pro ně znamená primitivnost. Muži na vesnici už nemají staré tetování kmene, ale dávají přednost moderní kultuře. Např. srdíčka, obraz Ježíše Krista nebo nahé ženy.